# Hamlet Hermann
Hamlet Alberto Hermann Pérez (Santo Domingo, 5 de octubre de 1934–ibídem, 19 de enero de 2016) fue un catedrático, escritor y guerrillero revolucionario dominicano, que participó en la Guerra Civil Dominicana y en las guerrillas revolucionarias que lucharon en contra del régimen represivo de Joaquín Balaguer. Fue miembro del Movimiento Revolucionario 14 de Junio. Fundó la Autoridad Metropolitana del Transporte (AMET).

## Biografía
Nació en Santo Domingo el 5 de octubre de 1934, hijo del argentino José Dardo Hermann Consonni (La Plata, 21 de julio de 1895–Santo Domingo, 30 de diciembre de 1958), de ascendencia alemana e italiana, y de la dominicana Ofelia Pérez Peña. Estuvo casado con Carmen Rita Morera, con quien engendró cuatro hijos: Robert, Hamlet, Rita Amelia, y Sara Dilia Hermann Morera; también engendró a Freddy Alejandro, María y Milagros Hermann Cartagena. Su última esposa fue Ana María Pellerano.
En su juventud Hermann se destacó como deportista. Se graduó de ingeniería civil en la Universidad de Santo Domingo en 1957, y fue profesor en la Facultad de Economía de la misma universidad de 1966 a 1987, además fundó el Departamento de Educación Física de la universidad primada de América, logrando que el deporte fuese considerado una asignatura optativa en dicha academia. Ejerció de ingeniero estructural en Chicago (Estados Unidos) de 1960 a 1963. En 1963 fue secretario de Estado durante la breve presidencia de Juan Bosch. Dirigió el Departamento de Energía de 1964 a 1966. Participó en 1973 de la invasión y guerrilla liderada por el expresidente Francisco Alberto Caamaño; fue apresado y enviado al exilio. Fue director de la Dirección Provincial de Microbrigadas de la provincia cubana de La Habana de 1974 a 1978. En 1979 Hermann regresó del exilio. Durante la primera presidencia de Leonel Fernández (1996–2000) fue secretario de Estado y fundó en 1997 la Autoridad Metropolitana del Transporte (AMET). En 2002 fue candidato a alcalde del Distrito Nacional por el Movimiento Independencia, Unidad y Cambio (MIUCA; actualmente "Frente Amplio"). En 2010 Estados Unidos le negó el visado a Hermann por estar este en la lista negra del Departamento de Estado y del Departamento de Seguridad Nacional.
Fue vicepresidente del Comité Olímpico Dominicano (COD), presidente de la Federación Dominicana de Béisbol Amateur (FEDOBA), y miembro del Comité Permanente del Pabellón de la Fama del Deporte Dominicano.

### Muerte
El 19 de enero de 2016 Hermann se encontraba manejando en la avenida George Washington, en Santo Domingo, cuando sintió un dolor en el pecho, detuvo su vehículo cerca de un restaurante en la zona y pidió auxilio. Fue asistido por unidades de la AMET y del Sistema de Atención a Emergencias 911 y fue trasladado a un centro médico, donde llegó muerto, víctima de un aneurisma.
El gobierno dominicano decretó un día de duelo nacional por su deceso.

## Obras
Fue autor de numerosos libros:
- 1979 — De héroes, de pueblos
- 1980 — Caracoles; la guerrilla de Caamaño
- 1981 — Recursos
- 1983 — Francis Caamaño
- 1984 — C. P. A. EN R. D.
- 1989 — El guerrillero y el general
- 1998 — Un ala del pájaro
- 2001 — Para vencer el caos
- 2006 — Con las riendas tensas 2006
- 2007 — Transición "Made in Usa"
- 2008 — El fiero: Eberto Lanane José
- 2009 — Eslabón perdido; Gobierno provisional 1965-1966
- 2011 — Caamaño en Europa (1966-1967)
- 2013 — Caamaño, biografía de una época
- 2014 — Fidel Trujillo, Usa 1958-1961